# Göllersreuth
Göllersreuth ist ein Gemeindeteil des Marktes Thalmässing im Landkreis Roth (Mittelfranken, Bayern). Göllersreuth liegt in der Gemarkung Landersdorf.

## Geographische Lage
Der Weiler liegt im Norden des Naturparks Altmühltal, rund drei Kilometer südöstlich von Thalmässing, unterhalb des Berges Reuther Platte. Die den Ort durchquerende Kreisstraße RH 33 führt nach Landersdorf und zur Staatsstraße 2227. Die Autobahn A 9 verläuft 3 km östlich.

## Geschichte
Göllersreuth entstand Ende des 12. Jahrhunderts als Ausbausiedlung. Der Name deutet auf eine Rodungssiedlung hin, vielleicht die eines Gerolt.
Der ehemalige Gemeindeteil der Gemeinde Landersdorf wurde am 1. Juli 1971 im Zuge der Gemeindegebietsreform nach Thalmässing eingegliedert.